# Lanzamiento mundial
Un lanzamiento mundial se refiere al momento en que un producto, servicio, o contenido es presentado o puesto a disposición simultáneamente en varios países alrededor del mundo. Este término es común en industrias como la tecnología, el entretenimiento, la moda, y los videojuegos, entre otras.
Entre las características clave de un lanzamiento mundial, destacan:
1. Simultaneidad: El producto o servicio se lanza en múltiples mercados al mismo tiempo, evitando que algunas regiones lo reciban antes que otras.
2. Alcance global: Un lanzamiento mundial está diseñado para alcanzar una audiencia global, lo que implica que se han realizado preparativos para su distribución en diversas regiones, con las adaptaciones necesarias para cada mercado (como traducción de idiomas o ajustes culturales).
3. Marketing internacional: A menudo, un lanzamiento mundial va acompañado de una campaña de marketing global, que puede incluir publicidad en diferentes medios, eventos de presentación, y actividades promocionales coordinadas en varios países.
4. Impacto mediático: Debido a su naturaleza global, estos lanzamientos suelen generar una considerable atención mediática y expectación a nivel internacional.

Un ejemplo de lanzamiento mundial sería el estreno de una película de Hollywood en cines de todo el mundo el mismo día, o el lanzamiento de un nuevo smartphone que esté disponible para compra en tiendas de varios países simultáneamente.